# H-II (foguete)
O H-II (ou H-2) foi um foguete japonês que voou entre 1994 e 1999, sendo o primeiro foguete fabricado com tecnologia completamente japonesa (Pois, os veículos das séries N e H-I haviam usado tecnologia estadunidense e M-V era um foguete pequeno). Devido o lançador ser demasiadamente caro e a sua fiabilidade não era a desejada, pelo qual foi redesenhado como o H-IIA.

## Características
- Capacidade de carga:

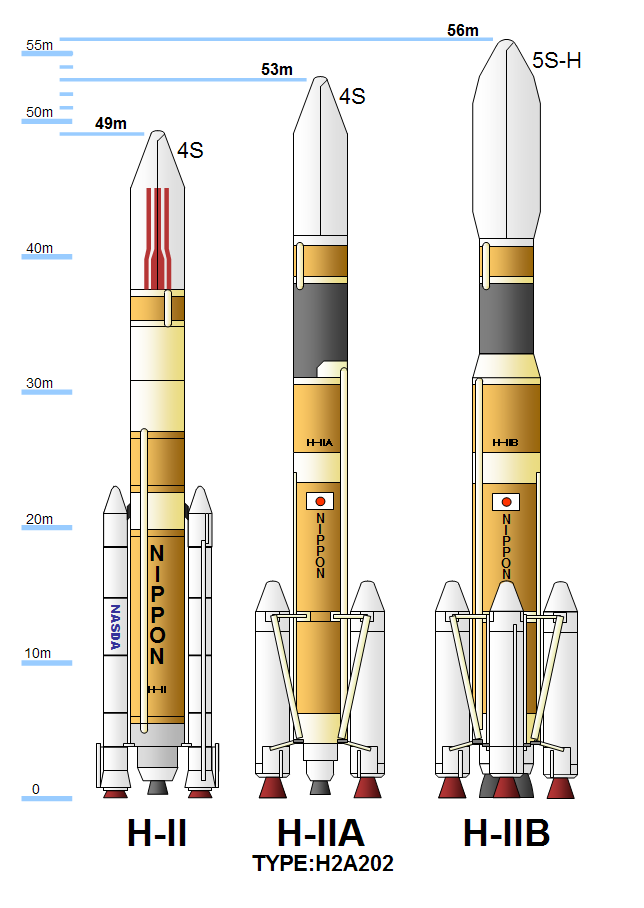
Série H-II

  - Órbita baixa: 10.060 kg (200 km, 30'40º)
  - Órbita de transferência geoestacionária: 3.930 kg
- Estágios: 2
  - Primeira estágio:
    - Aceleradores H-2-0: motor H-2-0, combustível sólido, potência 1.077.996 kN.
    - Estágio principal H-2-1: motor LE-7, hidrogênio-oxigênio, potência 1.077.996 kN.

  - Segundo estágio H-2-2: motor LE-5A, hidrogênio-oxigênio, potência 121.500 kN.

O H-II podia ser lançado em três variantes:
- Com 2 aceleradores de propelente sólido.
- Com 2 aceleradores de propelente sólido e dois sub-aceleradores mais pequenos.
- Com 2 aceleradores de propelente sólido e um terceiro estágio melhorada (LE-5B).

## História
.]]

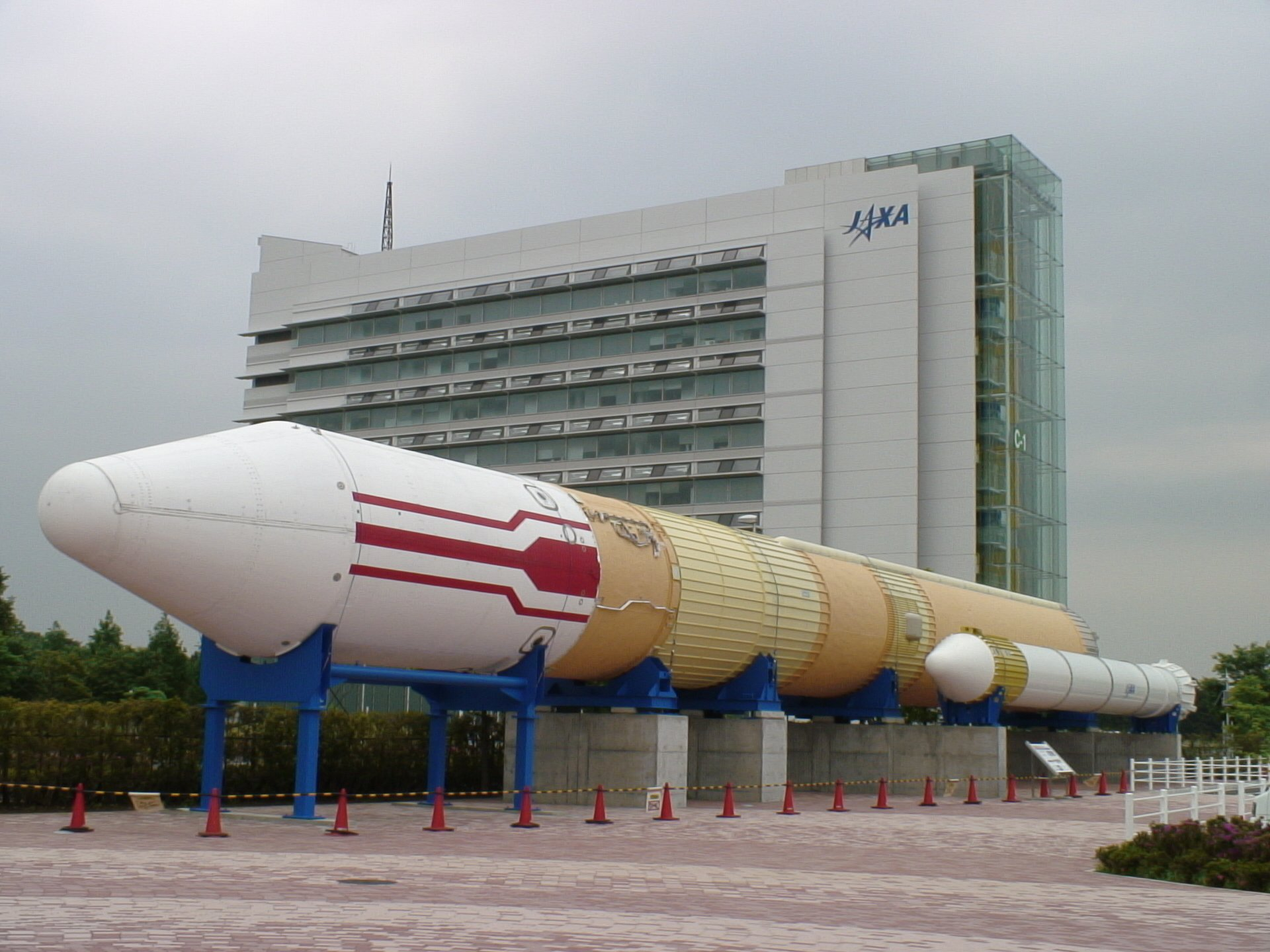
Veículo H-II exibido no Centro Espacial de Tsukuba, no Japão

O programa começou em 1984 e o primeiro voo ocorreu em 1994. Até 1997, o H-II tinha sido liberado por cinco vezes, todas com sucesso. No entanto, os altos custos de lançamento (cerca de 190 milhões dólares cada), acarretou no início do desenvolvimento de um novo foguete, o H-IIA. Em 1998 e 1999, ocorreu as duas únicas falhas de lançamento do H-II (voos nº7 e nº8). Isto, juntamente com os custos, fez com que o programa fosse cancelado.

### Histórico de lançamento
Dos sete lançamentos do foguetes H-II, feitos todos foram realizados a partir do Centro Espacial de Tanegashima, um resultou num fracasso total e outro numa falha parcial, sendo os restantes foram um sucesso.
| Voo | Data                            | Plataforma de lançamento       | Carga           | Resultado     | Notas                    |
| --- | ------------------------------- | ------------------------------ | --------------- | ------------- | ------------------------ |
| TF1 | 3 de fevereiro de 1994          | Centro Espacial de Tanegashima | VEP / OREX      | Êxito         | Primeiro voo de um H-II. |
| TF2 | 28 de agosto de 1994            | Centro Espacial de Tanegashima | ETS-VI (Kiku-6) | Êxito         |                          |
| 3F  | 18 de março de 1995             | Centro Espacial de Tanegashima | SFU-1 / GMS-5   | Êxito         |                          |
| 4F  | 17 de agosto de 1996            | Centro Espacial de Tanegashima | ADEOS-1 / JAS-2 | Êxito         |                          |
| 6F  | 27 de novembro de 1997          | Centro Espacial de Tanegashima | TRMM / ETS-VII  | Êxito         |                          |
| 5F  | 21 de janeiro de 1998           | Centro Espacial de Tanegashima | COMETS          | Falha parcial | Falha do segundo estágio |
| 8F  | 15 de novembro de 1999          | Centro Espacial de Tanegashima | MTSAT-1         | Falha         | Último voo de um H-II.   |
| 7F  | Cancelado (planejado para 2001) | Centro Espacial de Tanegashima | MDS-1 / DRTS    | Cancelado     |                          |